# Botryobasidium piliferum
Botryobasidium piliferum é uma espécie de fungo pertencente à família Botryobasidiaceae.